# Nhlangano
Nhlangano – miasto w Eswatini; stolica dystryktu Shiselweni; 8 tys. mieszkańców (2006).